# Carl Vermehren
Carl Heinrich Johann Vermehren (* 9. März 1816 in Güstrow; † 11. Mai 1892 ebenda) war ein deutscher Jurist. 

## Leben
Carl Vermehren entstammte dem Güstrower Zweig der Familie Vermehren. Er war der älteste Sohn des Superintendenten Hermann Vermehren und dessen Frau Charlotte, geb. Richter, und wuchs unter sechs Geschwistern auf. Der Kunstmaler Otto Vermehren war sein Neffe.
Er besuchte die Domschule Güstrow, bestand Michaelis 1833 das Abitur, studierte Rechtswissenschaft ab Oktober 1833 an der Universität Rostock, dann an der Universität Göttingen und zuletzt wieder in Rostock. In beiden Orten war er beim Corps Vandalia aktiv.
Nach bestandenem Examen trat er in den Justizdienst des Großherzogtums Mecklenburg-Schwerin ein. Nach kurzem Berufsstart als Kanzleiadvokat in Güstrow war seit 1841 Advokat und Amtsmitarbeiter in Stavenhagen, dann seit 1849 zunächst Hilfsarbeiter, seit 1850 Canzlei-Assessor bei der Justizkanzlei in Güstrow. Am 1. Oktober 1851 wurde er zum wirklichen Justiz-Rat an der Justizkanzlei ernannt. 1873 wurde er zu deren Kanzlei-Vizedirektor befördert.
Kurz vor der Aufhebung der Justizkanzlei durch die Reichsjustizgesetze wurde Vermehren auf seinen Antrag hin unter Verleihung des Charakters als Geheimer Justizrat am 13. Dezember 1875 entlassen.
Er war seit 1849 verheiratet mit Sophie, geb. Reuter (1827–1898), einer Tochter des Pastors Ernst Reuter in Jabel und Cousine von Fritz Reuter. Der Sohn des Paares, Albrecht Vermehren (1866–1909) wurde Pastor in Retschow. Er fiel 1909 zusammen mit seiner Frau während eines Urlaubs auf der Insel Rügen einem Mord zum Opfer.